# Luis Rafael I Sako
Luis Rafael I Sako (en siríaco clásico: ܠܘܝܣ ܪܘܦܐܝܠ ܩܕܡܝܐ ܣܟܘ, romanizado: Louis Raphaël Sako; Zakho, 4 de julio de 1948) es un obispo y cardenal católico iraquí, patriarca-catolicós de Bagdad de la Iglesia católica caldea desde el 6 de marzo de 2013. Anteriormente fue archieparca de Kirkuk (2003-2013).

## Biografía

### Formación
Louis Raphaël nació en Zākhō, en el Kurdistán iraquí, en 1948.  
Estudió en el seminario dominico de Mosul. Finalizó sus estudios en Roma, donde se doctoró en Estudios Cristianos Orientales en el Pontificio Instituto Oriental y se licenció en Estudios Islámicos en el Pontificio Instituto de Estudios Árabes e Islámicos. En París se doctoró en Historia por la Universidad de La Sorbona. Domina nueve idiomas, ha publicado veintiún libros y más de doscientos artículos.
Fue ordenado sacerdote el 1 de junio de 1974, en Mosul. Entre 1986 y 1997 realizó su labor pastoral en Mosul, y en 2001 fue nombrado rector del Seminario Mayor de Bagdad. 

### Episcopado

#### Arzobispo de Kirkuk
El 24 de octubre de 2002 fue nombrado arzobispo de Kirkuk, cargo en el que fue confirmado el 27 de septiembre de 2003. El 14 de noviembre de ese año fue consagrado por su predecesor en el cargo, André Sana. El 23 de enero de 2009 realizó una visita ad limina a la Santa Sede junto con el patriarca Manuel III Delly y otros obispos caldeos, siendo recibidos por el papa Benedicto XVI.

#### Patriarcado
El 31 de enero de 2013 fue elegido Patriarca de Babilonia de los Caldeos por el sínodo de esta Iglesia celebrado en la Casa de San Juan y San Pablo, en Roma, presidido por el cardenal prefecto para las Iglesias Orientales, Leonardo Sandri. El nuevo patriarca recibió la comunión eclesiástica del papa Benedicto XVI el 1 de febrero. En idéntica fecha recibió el título de arzobispo de Bagdad, anexo al de patriarca por ser sede del patriarcado.
Es miembro del Consejo Pontificio para el Diálogo Interreligioso. Es una figura moderada, partidario del diálogo y la tolerancia, en un país de graves enfrentamientos entre cristianos y musulmanes, y convulsionado por la guerra y la ocupación estadounidense. Aunque no comulgaba con el régimen de Saddam Hussein, se muestra crítico con la situación actual, y lamenta que «nunca se ha afirmado un criterio de ciudadanía capaz de integrar a todos, sin importar su etnia o religión». Tras su elección declaró: «creo que he sido llamado a una responsabilidad difícil, en el país e incluso fuera del país, pero con la ayuda de Cristo y la colaboración entre los obispos sabremos vivir en una unidad que nos permitirá reconstruir la Iglesia caldea. Una casa que estará siempre abierta a las demás Iglesias —a partir de nuestros hermanos asirios— y a nuestros compatriotas musulmanes».
Desde mediados de julio de 2023 trasladó temporalmente la sede patriarcal de Bagdad a Erbil, en el Kurdistán iraquí, como consecuencia de su enfrentamiento con una milicia cristiana pro-iraní y después de que el presidente de Irak revocara el decreto que lo reconocía como patriarca de los caldeos.

### Cardenalato
El 20 de mayo de 2018 (día de Pentecostés), al acabar el rezo del Regina Coeli en la plaza del Vaticano, el papa Francisco anunció el nombramiento del patriarca como cardenal de la Iglesia Católica. Fue creado cardenal en el consistorio celebrado el 28 de junio de ese mismo año.
El 15 de enero de 2019 fue nombrado miembro del Pontificio Consejo para el Diálogo Interreligioso ad quinquennium.
El 22 de junio de 2021 fue nombrado miembro de la Congregación para la Educación Católica ad quinquennium.
El 1 de enero de 2022 fue nombrado miembro del Consejo de Asuntos Económicos de la Santa Sede.
El 22 de noviembre de 2022 fue nombrado miembro del Dicasterio para la Cultura y la Educación ad quinquennium.
El 15 de enero de 2024 fue confirmado como miembro del Dicasterio para el Diálogo Interreligioso]] usque ad octogesimum annum aetatis.